# Atsuko Nagai
Atsuko Nagai –en japonés, 長井 淳子, Nagai Atsuko– (14 de enero de 1974) es una deportista japonesa que compitió en judo. Ganó cinco medallas en el Campeonato Asiático de Judo entre los años 1993 y 2000.

## Palmarés internacional
| Campeonato Asiático | Campeonato Asiático          | Campeonato Asiático | Campeonato Asiático |
| Año                 | Lugar                        | Medalla             | Categoría           |
| ------------------- | ---------------------------- | ------------------- | ------------------- |
| 1993                | Macao (Portugal)             | Medalla de plata    | –48 kg              |
| 1995                | Nueva Delhi (India)          | Medalla de oro      | –48 kg              |
| 1996                | Ciudad Ho Chi Minh (Vietnam) | Medalla de plata    | –48 kg              |
| 1997                | Manila (Filipinas)           | Medalla de plata    | –48 kg              |
| 2000                | Osaka (Japón)                | Medalla de oro      | –48 kg              |